# Gian Marco Schiaretti
Gian Marco Schiaretti (* 25. November 1986 in Felino bei Parma) ist ein italienischer Sänger und Musicaldarsteller.

## Leben
Schiaretti studierte bis 2005 Schauspiel und Gesang in Parma. Von 2007 bis 2010 war er in der italienischen Oper Romeo and Juliet in der Rolle des Mercutio zu sehen. Unter anderem spielte er in der bekannten Arena von Verona.
2011 spielte er die Rolle des Prinzen im Musical Snowwhite (Schneewittchen). Anschließend stieg er bei der Produktion Cocciante sings Cocciante ein, für die er Der Glöckner von Notre Dame und Romeo and Juliet sang und mit ihr nicht nur durch diverse Städte in Italien tourte, sondern auch nach Genf und an die Oper von Shanghai. Bei seinen Auftritten sang er nicht nur in seiner Muttersprache Italienisch, sondern auch auf Französisch und Spanisch.
Neben seiner Bühnenkarriere ist er als Fotomodel tätig und wirkte 2012 außerdem in der Filmproduktion Dreaming Alaska mit, in der es um zwei Freunde geht, die ihren Lebenstraum verwirklichen.

## Rollen
- 06/2013–10/2013:Tarzan, Erstbesetzung Tarzan, Neue Flora Hamburg
- 11/2013–08/2016:Tarzan, Erstbesetzung Tarzan, Apollo Theater Stuttgart
- ab 07/2019: Che in Evita (London West-End and International Tour) Cirque Du Soleil Paramour, Erstbesetzung AJ, Neue Flora Hamburg
- 11/2020–01/2021: Notre Dame de Paris (Musical), Bluesquare Theater, Seoul, South Korea
- 11/2022– : Der Duke, Erstbesetzung Moulin Rouge,[1] Musical Dome, Köln